# Skalmierz (przystanek kolejowy)
Skalmierz – przystanek kolejowy na linii warszawsko-kaliskiej w Skalmierzu (powiat sieradzki).  Zatrzymują się tu tylko pociągi osobowe.

## Ruch pasażerski[1]
| Rok  | Wymiana pasażerska na dobę |
| ---- | -------------------------- |
| 2017 | 20-49                      |
| 2018 | 20-49                      |
| 2019 | 20-49                      |
| 2020 | 20-49                      |
| 2021 | 20-49                      |
| 2022 | 20-49                      |
| 2023 | 20-49                      |